# Деревянная игрушка

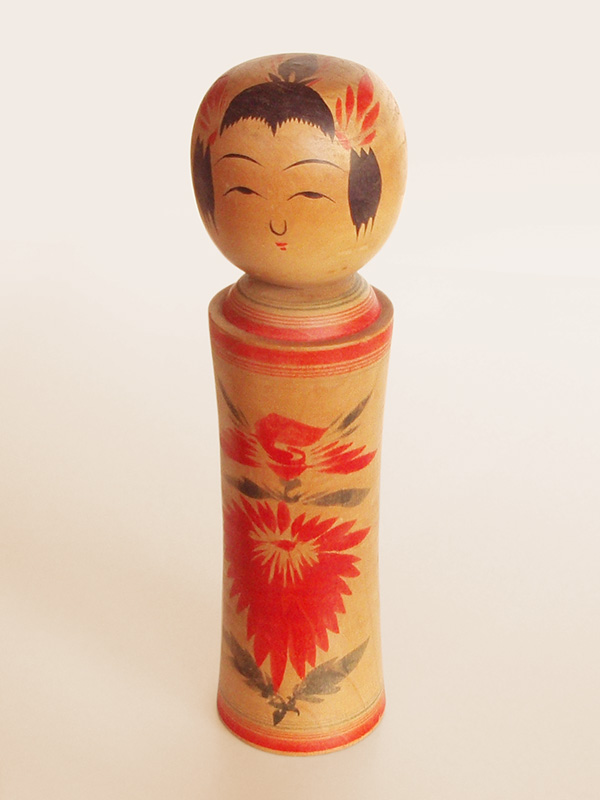
Японская деревянная кукла кокэси

Деревянная игрушка — детская игрушка из дерева. Один из старейших видов игрушек.

## История деревянной игрушки
Дата появления детских деревянных игрушек сегодня точно не известна. Доподлинно не известно из какого материала была изготовлена первая детская игрушка, но в древние времена детские игрушки изготавливались из камня или кости. Игрушки представляли собой фигурки животных. 
На сегодняшний день самой древней игрушкой, найденной археологами является фигурка, изготовленная из кости мамонта и найденная на территории современной Чехии, на месте захоронения «Брно-2». Возраст этой игрушки оценивается примерно в 30-35 тысяч лет. По мнению ученых, найденная игрушка не является самой первой. 
Тем не менее, не только камень являлся сырьём для изготовления детских игрушек — дерево за счет своих пластичных свойств и простоты обработки очень часто применялось при изготовлении игрушек. Самая древняя деревянная детская игрушка — кукла, была найдена при раскопках в Египте. Найденная в детском захоронении древнеегипетская кукла-девочка изготовлена из деревянных дощечек, поверх которых были нанесены рисунки, символизирующие одежду. На её голове бусы в качестве волос. Приблизительный возраст этой куклы составляет около 4000 лет. Сегодня она находится в коллекции Британского музея.
В Древнем Египте игрушки из дерева предназначались не только для детей. Зачастую деревянные фигурки использовались в обрядах и ритуалах. Им приписывалась связь с потусторонними силами. В Древнем Египте деревянные куклы хоронили рядом с умершими. Считалось, что они сопровождали своих хозяев в загробном мире. У славян фигурка, изображающая человека считалась оберегом от злых духов, а подаренная во время свадебного обряда кукла являлась защитником семейного очага. 
В Древнем Риме игрушки из дерева были распространены. Часто встречались куклы и фигурки животных. Куклы из дерева назывались «pupa» (др.-грец. κούκλα, дословно - «кукла»). В Римской империи были также фигурки людей и животных, особенно лошадей и колесниц. На раскопках древнеримского города Помпеи было обнаружено большое количество сохранившихся кукол и фигурок.
Детские игрушки у эскимосов создавались без лица. Считалось, что игрушка с человеческими чертами лица может навредить или испугать ребёнка. Со временем игрушки обретали человеческие черты, а чтобы подчеркнуть национальный колорит, её расписывали или одевали в соответствующую одежду.
В разное время у каждого народа появлялась своя деревянная игрушка со своими национальными атрибутами. У многих народов есть деревянная игрушка, символизирующая культуру. Игрушки разных народов отличаются своими характерными чертами лиц, росписью или одеждой. Например: японская кукла Кокэси, игрушки различных индейских племен, африканские и европейские игрушки.
У разных народов методы изготовления деревянных игрушек могли существенно отличаться. Чаще всего в качестве сырья для деревянной игрушки выбиралась осина, береза, липа, сосна или бук. Цельные игрушки вырезались из чурки или полена. Игрушки, состоящие из нескольких соединенных между собой деталей делали из досок. В работе над игрушками использовались топор, нож или долото.

## Деревянная игрушка наРуси

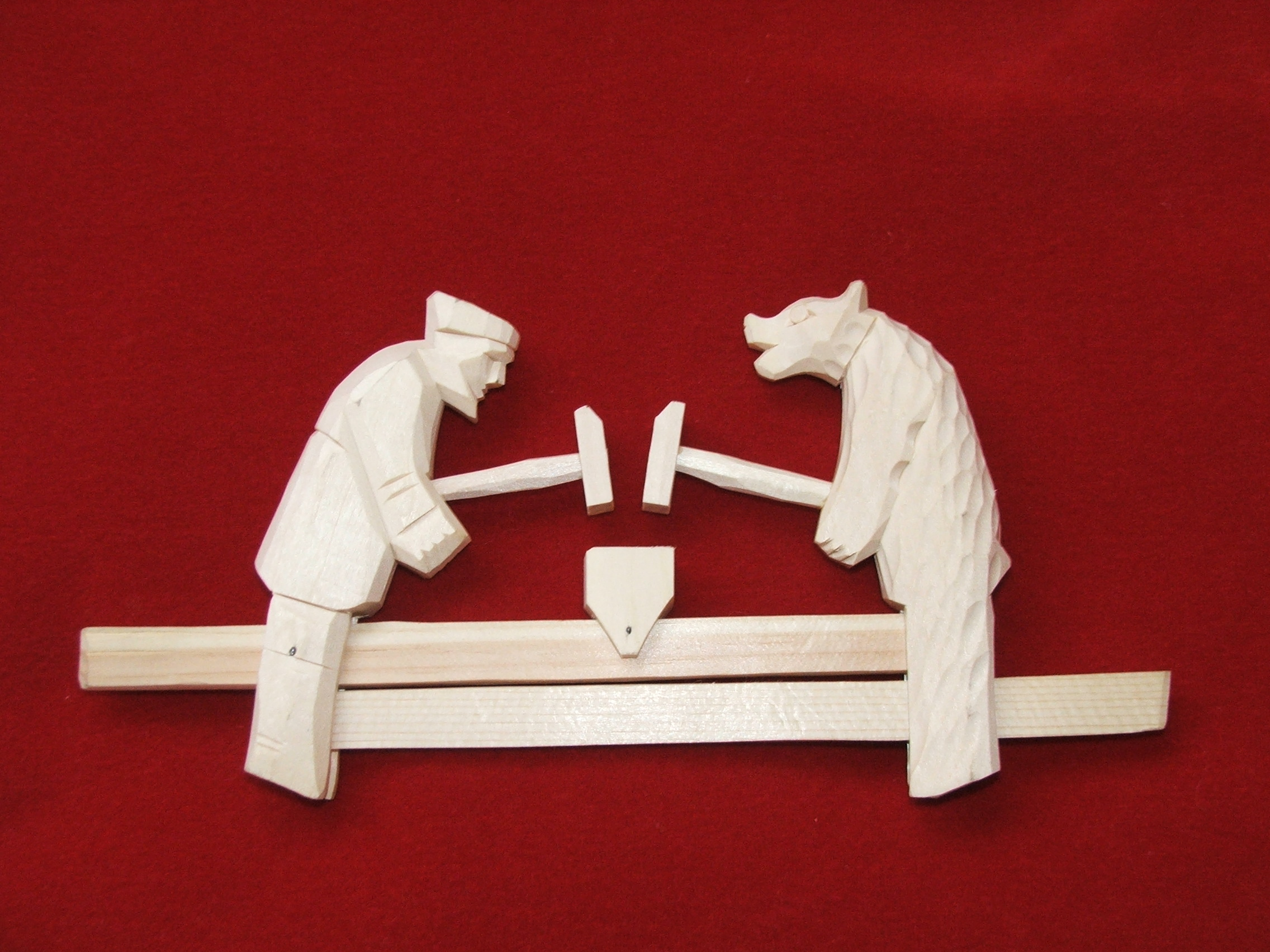
Подвижная богородская игрушка «Кузнец и медведь»

История деревянной детской игрушки на Руси датируется IX веком. Тогда в восточно-славянских племенах детям изготавливали деревянные игрушки — потешки. Самыми популярными видами потешек на Руси были свистульки и трещотки. Трещотки являлись оберегами для новорожденных детей. Считалось, что звук, издаваемый трещоткой отпугивает злых духов.
Первое письменное упоминание о деревянной детской игрушке приходится на начало XV века. В течение длительного периода центром изготовления деревянных игрушек был Сергиев Посад. В мастерских города и Троице-Сергиевой лавры, начиная с XV века, занимались резьбой по дереву и его дальнейшей токарной обработкой. Деревянные игрушки раскрашивались и продавались на сергиево-посадском торжище, куда съезжались купцы. Сергиев Посад считался игрушечной столицей, игрушки из мастерских города дошли и до царского двора. Документально известно, что в 1721 году на Московском торгу для детей Петра I были куплены разные игрушки посадских мастеров — фигурки животных и наборы солдатиков с миниатюрными копиями домов. Известно, что на торгах покупались игрушки и иностранными купцами.
В соседнем с Сергиевым Посадом селе Богородское также изготавливались деревянные игрушки, однако в отличие от монастырских мастеров, богородские предпочитали не раскрашивать игрушки, а подчёркивать оригинальный узор дерева. Богородские мастера известны оригинальной резьбой по дереву, а местные мастерские также известны благодаря изготовлению подвижных игрушек — плоских фигурок, закреплённых на планке и имеющих баланс, известных как «богородские кузнецы».
Промышленная революция серьёзно повлияла и на деревянную игрушку. Ручное производство деревянных игрушек сокращалось, в то время как количество игрушек, изготовленных на фабриках росло. В начале XVIII века в Европе наладили промышленное производство деревянной игрушки, однако ручное производство аутентичной национальной игрушки налажено до сих пор. Как правило, сегодня такие игрушки являются предметом интереса коллекционеров.

### На иностранных языках
- Cyril Hobbins. Traditional Wooden Toys: Their History and How to Make Them. — 2006.
- G. (Gaston) Maspero. Manual of Egyptian Archaeology and Guide to the Study of Antiquities in Egypt. — 2012. — 422 с.
- David Longest. Antique & Collectible Toys 1870-1950. — 1994. — 271 с. — ISBN 0891455965.
- Swedish Wooden Toys / Amy F. Ogata and Susan Weber. — Stockholm: Yale University Press, 2015. — 432 с. — ISBN 9780300200751.